# Marsdenia magallanesiana
Marsdenia magallanesiana är en oleanderväxtart som beskrevs av Juárez-jaimes. Marsdenia magallanesiana ingår i släktet Marsdenia och familjen oleanderväxter. Inga underarter finns listade i Catalogue of Life.